# 蛤堆顶遗址
蛤堆顶遗址，位于山东省烟台市牟平区大窑镇蛤堆后村，是中华人民共和国山东省文物保护单位之一。
1977年12月23日，授予山东省文物保护单位，是一座古遗址。